# زبیچنو
زبیچنو (به لهستانی:  Zbiczno) یک روستا در لهستان است که در گمینا زبیچنو واقع شده‌است. زبیچنو ۸۵۰ نفر جمعیت دارد.